# 1872 في إسبانيا
فيما يلي قوائم الأحداث التي وقعت خلال عام 1872 في إسبانيا.

## سياسة

### تعيين في المنصب
- 13 يونيو – مانويل رويث ثوريا President of the Council of Ministers ‏، ministro de Gobernación  [لغات أخرى]‏.

## مواليد

### مارس
- 28 مارس – خوسي سانخورخو

### سبتمبر
- 26 سبتمبر – إميل هنري كاتب فرنسي.

### ديسمبر
- 28 ديسمبر – بيو باروخا كاتب إسباني.

## وفيات

### نوفمبر
- 6 نوفمبر – جورج ميد (مواليد 1815)